# Franz Braumann

Porträtfoto von Franz Braumann

Franz Braumann (* 2. Dezember 1910 in Huttich, Seekirchen am Wallersee; † 26. Oktober 2003 in Köstendorf) war ein österreichischer Schriftsteller. Er war eine wichtige Person in der österreichischen Kinder- und Jugendliteratur der 1950er bis 1980er Jahre. Darüber hinaus wurde er auch bekannt durch Biografien bedeutender Persönlichkeiten und Forscher, wie des Sozialreformers Friedrich Wilhelm Raiffeisen, des Forschers Ludwig Leichhardt oder des Dichters Franz Stelzhamer.

## Leben
Franz Braumann wurde als Sohn des Augerbauern in Huttich am Wallersee geboren. Nach einer Zimmermannslehre begann er mit dem Schreiben seines ersten, im bäuerlichen Milieu verwurzelten Romanes, der unter dem Titel Friedl und Vroni im Jahre 1932 veröffentlicht wurde. Zugleich besuchte er die Lehrerbildungsanstalt Salzburg, wo er 1935 maturierte. Weitere Romane im ländlichen Umfeld folgten in den dreißiger Jahren. Seine erste Anstellung als Volksschullehrer fand er in Oberndorf bei Salzburg. In dieser Zeit heiratete er auch seine Frau Rosa. Im Jahr 1938 wurde er aus politischen Gründen nach Straßwalchen versetzt. Zur Wehrmacht eingezogen, wurde er aus Krankheitsgründen bald wieder in den Lehrberuf zurückversetzt. In dieser Zeit schuf er seine ersten Jugendbücher, spannende Erzählungen, die auch in fremden Kontinenten wie Amerika und Asien angesiedelt waren. Ab 1945 wirkte er als Direktor der Volksschule in Köstendorf. In der Folge erweiterte er sein Schaffen erfolgreich auf historische und biographische Themen. Er erhielt dafür auch besondere Anerkennungen. Im Jahr 1960 trat er als Lehrer vorzeitig in den Ruhestand und konnte sich ab diesem Zeitpunkt ausschließlich seiner geliebten Schriftstellerei widmen. Nun stand endlich mehr Zeit für Reisen zur Verfügung, die ihn in alle Kontinente führten und aus denen eine Reihe von Reiseartikeln und -büchern entstanden. Den Abschluss seines schriftstellerischen Schaffens fand Franz Braumann in der Bearbeitung und Herausgabe einer Reihe von Sagenbüchern unter dem Titel von „Sagenreisen“ durch die österreichischen Bundesländer.

## Auszeichnungen
- 1958 Österreichischer Staatspreis für Kinder und Jugendliteratur für den Jugendroman Ritt nach Barantola, der die Reise des österreichischen Jesuitenpaters Johann Grueber nach China behandelte, der als erster Europäer von China aus im Jahr 1661 die tibetische Hauptstadt Lhasa erreichte.
- 1963 Berufstitel Professor vom Bundesminister für Unterricht für kulturelle Verdienste.
- 1967 Georg-Trakl-Preis für Lyrik
- 1968 Hans-Kudlich-Preis des österreichischen Landwirtschaftsministerium für sein schriftstellerisches Arbeiten über Leben und Kultur des Bauernstandes.

## Schriften
- Friedl und Vroni, Verlagsanstalt Tyrolia, Innsbruck 1932
- Das Haus zu den vier Winden, Verlag Anton Pustet, Salzburg 1935
- Das schwere Jahr der Spaunbergerin, Otto Müller Verlag, Salzburg 1938
- Ritt nach Barantola, Verlag Herder, Wien 1958
- Ein Mann bezwingt die Not, Raiffeisen Verlagsdruckerei, Neuwied am Rhein 1959
- Der verzauberte Schimmel. Seltsame Geschichten aus dem Amseltal, Verlag Herder, Wien 1961 (Das im Untertitel genannte, angeblich im Hausruck gelegene „Amseltal“ ist eine literarische Fiktion.)[1]
- Die schwarzen Wasser von Anahim, Arena Verlag, Würzburg 1962
- Auf der Fährte der Karibus, Arena Verlag, Würzburg 1966
- Unternehmen Paraguay, Verlag Herder, Wien 1967 (über Anton Sepp)
- Feuerzeichen am Biberfluß, Loewes Verlag, Bayreuth 1968
- Evi im Wald, Schwabenverlag, Ostfildern 1976
- Sagenreise durch Kärnten, Carinthia Verlag, Klagenfurt 1979
- Fluß ohne Namen, mit Illustrationen von Alexandra Bräunling. Loewes Verlag, Bayreuth 1981.
- Die Feuer der Wildnis, Loewes Verlag, Bayreuth 1983 (enthält: Die schwarzen Wasser von Anahim und Auf der Fährte der Karibus)
- Aufstieg zum Dach der Welt, Boje Verlag, Stuttgart 1983, ISBN 3-414-16760-3
- Salzburger Sagenreise. Abenteuerliche, zauberische und wilde Geschichten, Verlag der Salzburger Druckerei, Salzburg 1989, ISBN 3-85338-177-4
- Eine Heimat am See. Erzählungen und Geschichten aus sieben Jahrzehnten, herausgegeben von Christoph Braumann, Verlag Anton Pustet, Salzburg 2010, ISBN 978-3-7025-0638-4